# Hoponopono
Hoponopono ili ho[’]oponopono (izv. hoʻoponopono, tkđ. i: ho-o-pono-pono, ho'oponopono, hooponopono, IPA: ; dosl. „dovesti u red”) tehnika je starih Havajaca za pomirenje i oproštaj. Slični običaji su poznati u celokupnom prostoru Južnog Pacifika. Tradicionalni hoponopono se sprovodio od strane jednog ili jedne kahuna lapa’au (sveštenik tradicionalne religije koji je lečio) u svrhu iscelivanja telesnih i duševnih bolesti, pretežno u krugu porodice.
Moderne verzije su najčešće tako koncipirane da ih pojedinac može izvoditi sam.

## Pojam
Reč hoʻoponopono je u Hawaiian Dictionary (Pukui, Elbert) definisan kao duhovno čišćenje, kao porodična konferencija u kojoj se međuljudski odnosi ponovo obnavljaju pomoću molitve, razgovora, priznavanja krivice, kajanja i međusobnog praštanja.
Pojam hoʻoponopono je sastavljen iz prefiksa kauzativa ho’o- — pokrenuti postupak, i iz reči pono čije bi osnovno značenje otprilike glasilo ispravno ili ispravnost.
Pono, međutim, ima veoma širok spektar značenja; kao imenica stoji za plemenitost, čestitost, moralnost, ispravno postupanje, dobrobit, blagostanje, brižnost, korist, prirodno stanje, obavezu.
Kao pridev znači moralno, prikladno, ispravno, pravedno, čestito, tačno, puno vrlina, uredno, korisno, uspešno, precizno, pogodno, opušteno, olakšano.
Kao glagol nosi značenje trebati i morati. (O kojoj vrsti reči se radi, u havajskom jeziku zavisi od reda reči u rečenici.)
Duplirano ponopono znači ispraviti, dovesti u red, doraditi, regulisati, urediti, korigovati, pospremiti, počistiti, učiniti nešto valjano.

### Razgraničavanje
Pojačano relativiziranje hoponopono tehnike počev od 2007. godine dovelo je do toga da se spiritualne tehnike nastale izvan prostora Havaja označavaju kao hoponopono, iako ne odgovaraju njegovoj prvobitnoj definiciji. Treba naglasiti da tehnike kojima na primer nije za cilj međusobni oproštaj ili prilikom kojih se hoponopono povezuje sa drugim tehnikama poput EFT (tehnika emocionalne slobode) nisu hoponopono tehnike.

## Polinežansko predanje
Mnogi Polinežani veruju da lično neprimereno ponašanje (hara ili hala) izaziva bolesti. Pre dolaska hrišćanstva među pojedincima je postojalo verovanje da neprimereni postupci mogu da razljute bogove; drugi su opet verovali da takvo ponašanje privlači zlonamerne bogove. Slično tome, u drugim kulturama se smatralo da osećaji krivice — izazvani neprimerenim postupcima — čine bolesnim. Poslednje navedeno verovanje bilo je aktuelno i nakon pokrštavanja Polinežana. „U najvećem broju slučajeva mogu da se koriste posebni obredi za poništavanje grešaka na primer u vidu pokajanja i time da se umanji njihovo nagomilavanje.”
Na ostrvima Republike Vanuatu u Južnom Pacifiku stanovnici veruju i dan-danas da bolesti po pravilu nastaju zbog seksualnih promašaja ili ljutnje.
„Ako si dva ili tri dana besan, snaći će te neka tegoba ili bolest”, rekao je jedan lokalni mudrac. Terapija je priznavanje krivice, od strane samog pacijenta ili jednog člana porodice. U slučaju da se to ne desi, pacijent može da umre. Stanovnici Vanuatua veruju da to što se taji, bolestima daje moć. Kada se greška prizna, ona gubi moć nad tom osobom.
Kao i mnogi drugi ostrvljani, uključujući i Havajce, i stanovnici Tikopija na Solomonskim Ostrvima i Rarotonga na Kukovim Ostrvima veruju da neprimereno ponašanje roditelja može da se prenese i na njihovu decu. Kada se neko dete razboli, sumnja se da se roditelji svađaju ili nedolično ponašaju. Pored bolesti smatra se da socijalni nemir može, zavisno od obima u kome se javlja, da izazove i neplodnost vrta ili zemlje ili čak katastrofe. U tom slučaju harmonija može ponovo da se uspostavi tek priznavanjem krivice ili traženjem oproštaja.
Slične tradicije susreću se i na ostrvu Samoa, Tahitiju, i kod Maora sa Novog Zelanda.

## Havajska tradicija
Poznata havajska naučnica Mari Kavena Pukui je napisala da je to bila tradicija na starim Havajima; njeno usmeno predanje mogu da potvrde savremene havajske starešine. Pukui (1895—1986), kao prva — u svojoj knjizi iz 1958. godine, zabeležila je koja iskustva i posmatranja je od svog detinjstva imala sa hoponopono tehnikom koju je naučila od svoga dede.
Iako se reč hoponopono tada nije koristila, rani havajski istoričari opisali su jedno verovanje da bolest nastaje kršenjem tabua ili duhovnih zakona i da ta bolest nije mogla da se izleči sve dok bolesnik nije okajao svoj prestup, često uz podršku jednog ili jedne kahuna pule (sveštenik koji isceljuje molitvom) ili kahuna la’au lapa’au (travara). Oproštaj bi se molio od bogova ili od osobe sa kojom je bolesnik bio u svađi.
Pukui je opisala tehniku svojih predaka kao skup svih članova porodice, pa i daljih, kako bi se narušeni porodični odnosi ponovo doveli u red. Neke porodice sastajale su se dnevno ili nedeljno kako bi sprečile nastanak problema koje su naslućivali. Druge porodice sastajale su se kada bi se neko razboleo. Polazili su od toga da bolesti nastaju zbog stresa, osećaja krivice, međusobnog optuživanja i nedostatka praštanja.
Hoponopono je ispravljao neprimereno ponašanje, obnavljao dobar odnos među članovima porodice i očuvavao isti, tako što se tokom same tehnike dospeva do bogova ili preko boga do začetnika svađe. Ovo duhovno čišćenje najčešće su vodili najstariji članovi porodice. U slučaju da porodica nije uspevala da otkloni problem, obraćali su se nepristrasnoj, stručnoj uvaženoj osobi. Prema Patriku Kanoiju, to je bio ’uao medijator koji je podsticao sporazum ali koji nije zauzimao stranu..

### Tehnika
Nakon molitve, problemi se formulišu i započinje se razgovor o prestupima. Očekuje se da članovi porodice sa ozbiljnošću rade na problemu i da se pri tom ne zadržavaju na greškama. Iskrenost (havajski ’oia’i’o) jeste osnovni preduslov za ovu tehniku. Uobičajeno je da jedan član porodice vodi diskusiju i zaustavlja je (pau — „stop”) ako izbije svađa. Kako bi se našlo vremena za razmišljanje o emocionalnim zapletima i počinjenim povredama, uvode se minute ćutanja. U obzir treba da budu uzeta osećanja svih ponaosob. Potom sledi priznavanje krivice, izražavanje kajanja (mihi) i oproštaj (kala — „oslobađanje”). Izvinjenje treba da se veruje i da se prihvati, eventualno uz određeno vreme za razmišljanje. Veruje se da su bog ili preci prisutni (jer su na početku bili prizvani) i da će neodložno da kazne neiskreno izvinjenje ili neprihvaćen oproštaj. Sve ostalo je na poštovanju porodice.
Ukoliko se pokaže da iza oproštene povrede stoji neka druga, tehnika se ponavlja — sve dok se sva ljutnja ne otkloni. „Svako oslobađa svakoga.” Svi prisutni se oslobađaju od problema (’oki — „odseći”), često pomoću molitve; završavaju događaj svečanim slavljem nazvanim pani („završetak”, „vrata”, „poklopac”). Na slavlju se često služilo jelo od kala morske trave (limu kala) kao simbol puštanja (kala) koje je usledilo.
Drugi vid prikazivanja oslobađanja od problema koristila je porodica kahuna Makaveliveli sa ostrva Molokai, predavanjem lanca (lei) napravljenog od ploda drveta hala preko ramena. Hala znači „prestup, greška”, „proći, nestati” i „pandanus”. Havajski jezik je veoma bogat mnogoznačnim rečima (kaona) i to se u havajskoj kulturi često primenjuje.
Onti Malija Krejver, koja je preko trideset godina radila u Dečjem centru kraljice Liliuokalani, davala je tradicionalne hoponopono kurseve. Dana 30. avgusta 2000. govorila je o tome pred Ujedinjenim nacijama.

## Moderne verzije

### Tradicionalna primena
U kasnom 20. veku sudovi su počeli da osuđuju kako maloletne tako i odrasle osobe na sprovođenje tradicionalne tehnike hoponopono zajedno sa svojim porodicama. Pri tom nije bilo neophodno prisustvo sudije, nego je hoponopono vođen od strane osobe koju porodica može da odabere sa liste sačinjene od strane suda.
Ovo je pojačalo relativizovanje samog običaja. Pojedini domorodački lekari sprovode hoponopono sa svojim pacijentima koji bi u suprotnom morali da potraže porodično savetovanje.

### Prema Mornah Simeoni
Mornah Simeona (1913-1992), jedna kahuna lā’au lapa’au, počela je 1976. da tradicionalni hoponopono međusobnog oslobađanja od problema prilagođava društvenoj realnosti današnjeg vremena. U tu svrhu nadogradila je ovu tehniku, poštujući pri tom hoponopono definiciju Mari Kavene Pukui, čime je dobila kako opštu tehniku rešavanja problema tako i psiho-spiritualnu terapiju samopomoći koju svaki pojedinac može sam da sprovede.
Iako je Simeona bila domorodačka kahuna, ona je osim toga bila hrišćanski odgojena. Na njeno spiritualno delanje uticale su takođe i njene studije religije Dalekog istoka i Edgar Kejs: kao inače u havajskoj tradiciji, njena tehnika sadrži molitve (upućene isključivo božanskom Stvoritelju), međusobne ispovesti, pokajanje i molbe za ozdravljenje i oproštaj. Međutim, za razliku od havajske tradicije, ona probleme opisuje kao rezultat negativne karme ili „da na sebi samima moramo da osetimo, ono što smo drugima činili”; dakle, sami stvaramo svoje životne okolnosti. Ipak, saznanje da su postojale stvari koje smo doneli sa sobom iz drugih života, spadalo je u opšte obrazovanje svih porodičnih starešina. Svako neprimereno ponašanje sačuvano je u našem sećanju i reflektuje se na sva prisutna bića i predmete. Kako zakon uzročnosti vlada u svakom živom biću i u svako vreme, cilj njene tehnike jeste prvenstveno „oslobađanje od nesrećnih, negativnih iskustava iz prethodnih reinkarnacija”. Karmičke veze sa osobama, predmetima i mestima ometaju slobodan razvoj tako da je neophodno „(spiritualno) čišćenje za evoluciju svesti”. Njena tehnika u 14 koraka kida te karmičke veze. Treba naglasiti da njen hoponopono ne poznaje mantre ili vežbe kondicioniranja.
Njeno učenje glasi da postoji božanski Stvoritelj (*Bog) koji se brine o altruističkim molbama: „Ako se posle jedne takve molitve koristi rečenica ’i učinjeno je’, onda to znači da čovekov posao prestaje, a *Božiji počinje.” „Samoidentitet” postoji ako su tri sopstva svest, podsvest i nadsvest (kod modeli psihe; 2. topik; označeno sa ego, id i superego) u ravnoteži i povezani sa božanskim Stvoriteljem. Za razliku od egoističkih molitvi, „altruističke molitve, kao i njen hoponopono, prilikom kojih smo se molili i za spas drugih bića i predmeta” dostigle su „zahvaljujući svojim vibracijama božansku ravan, sa koje potiče božanska mana” koja bolne delove sećanja kod svih učesnika jednog problema pretvara u čistu svetlost. Nezavisno od toga na kojem nivou trenutno borave — „svi će biti oslobođeni”. Tako problem gubi svoju snagu da se dalje manifestuje, a isceljenje i obnova ravnoteže počinju. U datom smislu mana Mornah Simeone je dodatna energija; ona nadograđuje mana duhovnu silu polinežanske tradicije.

### Dostizanje nultog stanja
Njen učenik i administrator Stenli Hju Len je 1992. postao spiritus rektor organizacije koju je ona osnovala. Kao koautor jedne knjige, uložio je zahtev da podučava hoponopono u skladu sa učenjem Simeone. Međutim, nasuprot njenom učenju, on u svojoj knjizi tvrdi da se glavni cilj hoponoponoa sastoji u tome „da dovede čoveka u nulto stanje gde poseduje bezgranične mogućnosti, bez sećanja, bez identiteta”. Da bi se dostiglo „nulto stanje”, koje je na Havajima nepoznat koncept, a koje Len opisuje kao „samoidentitet”, preferira se upotreba sledeće mantre: „Volim te. Molim te, oprosti mi. Žao mi je. Hvala.” Len podučava takođe o ideji stopostotne odgovornosti, tj. preuzimanju odgovornosti za postupke svih — ne samo za vlastite. Piše da ukoliko preuzmemo odgovornost za vlastiti život — sve što vidimo, čujemo, osećamo ili na bilo koji način iskusimo — podleže samoodgovornosti, jer opažanjem postaje deo našeg života. Problemi ne postoje izvan realnosti, nego unutar nje. Da bi promenio realnost, čovek mora sam sebe da menja. Potpuna odgovornost obuhvata sve spoljašnje kao projekciju unutrašnjosti čoveka.

### Huna
Neošamanističko učenje Maksa Fridoma Longa (1890-1971), poznato kao huna, širi se zahvaljujući njegovim učenicima. Iako je reč huna koju je uveo Long havajska reč (huna — „skriveno”, hūnā — „sakriti”), mnogi delovi ovog učenja učenjaci havajske kulture smatraju nehavajskim. Tako na primer tvrdi domorodački učenjak Čarls Ken, poput Mornah Simeone počastvovan titulom „živo blago Havaja”, u havajskom društvu priznat kao kahuna i ekspert za havajsku istoriju i tradiciju. On je prema Longu bio ljubazan, ali je ipak smatrao: „Iako su huna studije interesantna stvar, nisu ... niti su ikad bile havajske.” Havajska autorka Pali Džae Li, naučna bibliotekarka Bišop muzeja, nakon intenzivnog proučavanja huna učenja koje je pretežno bilo bazirano na intervjuima sa havajskim starešinama — došla je do zaključka: „Huna nije havajski.” Profesorka Lisa Kahaleole Hol tvrdi da huna učenje nema „apsolutno nikakve sličnosti sa bilo kojim havajskim pogledom na svet ili spiritualnom praksom” i naziva ga delom „spiritualne nju ejdž industrije”. Knjige o huni opisuju se i kao „primeri kulturnog konfiskovanja”. U havajskoj naučnoj književnosti ne može da se nađe ni jedan trag o tome da hoponopono potiče iz huna učenja.
Prvo delo o huna učenju napisao je Long 1936. godine, kao rani prikaz onoga što bi se danas moglo nazvati svesno manifestovanje ili svesno oblikovanje sudbine — delimično pomoću magičnih rituala. Huna pokret osnovan od strane Longa u međuvremenu je preuzeo modifikovane delove tehnike prema Mornah Simeoni.

## Literatura
-{
- Max Freedom Long: Recovering the Ancient Magic. 1936 (Neuauflage Huna Press, 1978)
- Max Freedom Long: The Secret Science Behind Miracles. 1948 (Neuauflage De Vorss and Co., 1983)
- Peter Te Rangi Hiroa Buck: The Coming of the Maori. Whitcombe and Tombs, Wellington 1950
- Mary Kawena Pukui, E.S. Craighill Handy: The Polynesian Family System in Kaʻu. Mutual Pub Co, Hawaii 1958 (Hawaii 2006),  978-1-56647-812-0
- E.S. Craighill Handy: Polynesian Religion. Kraus Reprint & Periodicals, 1971.
- Mary Kawena Pukui, E.W. Haertig, Catherine Lee: Nana i ke Kumu: Look to the Source. Vol 1, Hui Hanai, 1983,  978-0-916630-13-3
- Victoria E. Shook: Hoʻoponopono: Contemporary Uses of a Hawaiian Problem Solving Process, University of Hawaii Press, 1986,  978-0-8248-1047-4
- Mary Kawena Pukui, Samuel H. Elbert: Hawaiian Dictionary: Hawaiian-English and English-Hawaiian, University of Hawaii (1986)  978-0-8248-0703-0
- Nana Veary: Change We Must: My Spiritual Journey, Institute of Zen Studies, Honolulu 1989,  0-921872-01-1
- Pali Jae Lee, Koko Willis: Tales from the Night Rainbow, Night Rainbow Publishing Co., 1990  0-9628030-0-6
- Morrnah Simeona: Self-Identity through Hoʻoponopono, Basic 1, Pacifica Seminars, 1990.
- Patrick Kaʻanoʻi: The Need for Hawaiʻi: A guide to Hawaiian cultural and kahuna values. 2. Aufl., Kaʻanoʻi Productions, Honolulu 1992,  0-9623654-3-2
- Samuel Kamakau: Ka Poʻe Kahiko (The People of Old). Bishop Museum Press, 1992
- Davida Malo (Übers.: Chun): Ka Moʻolelo Hawaii: Hawaiian Traditions. First Peoples Productions
- Claire F. Parsons: Healing Practices in the South Pacific, Institute for Polynesian Studies, 1995,  978-0-939154-56-2
- Douglas Oliver: Polynesia in Early Historic Times, Bess Press, 2002,  978-1-57306-125-4
- Kim Rogers Steuterman: Sacred Harmony. In: Hawaii Magazine, Jan/Feb 2004
- Makana Risser Chai: Na Moʻolelo Lomilomi: The Traditions of Hawaiian Massage & Healing. Bishop Museum Press, 2005,  978-1-58178-046-8
- Titcomb: Kava in Hawaii. In: Journal of Polynesian Society 57, 1948, S. 105–171, 144
- Joe Vitale, Hew Len Ph.D.: Zero Limits, Wiley, 2007.
- Pali Jae Lee: Hoʻopono. I M Publishing, 2008.

}-

## Spoljašnje veze
- Na rubu znanosti: Hoponopono s Mabel Kac na sajtu  [dokumentarac HRT-a] (jezik: hrvatski)